# St. Matthias (Sosberg)

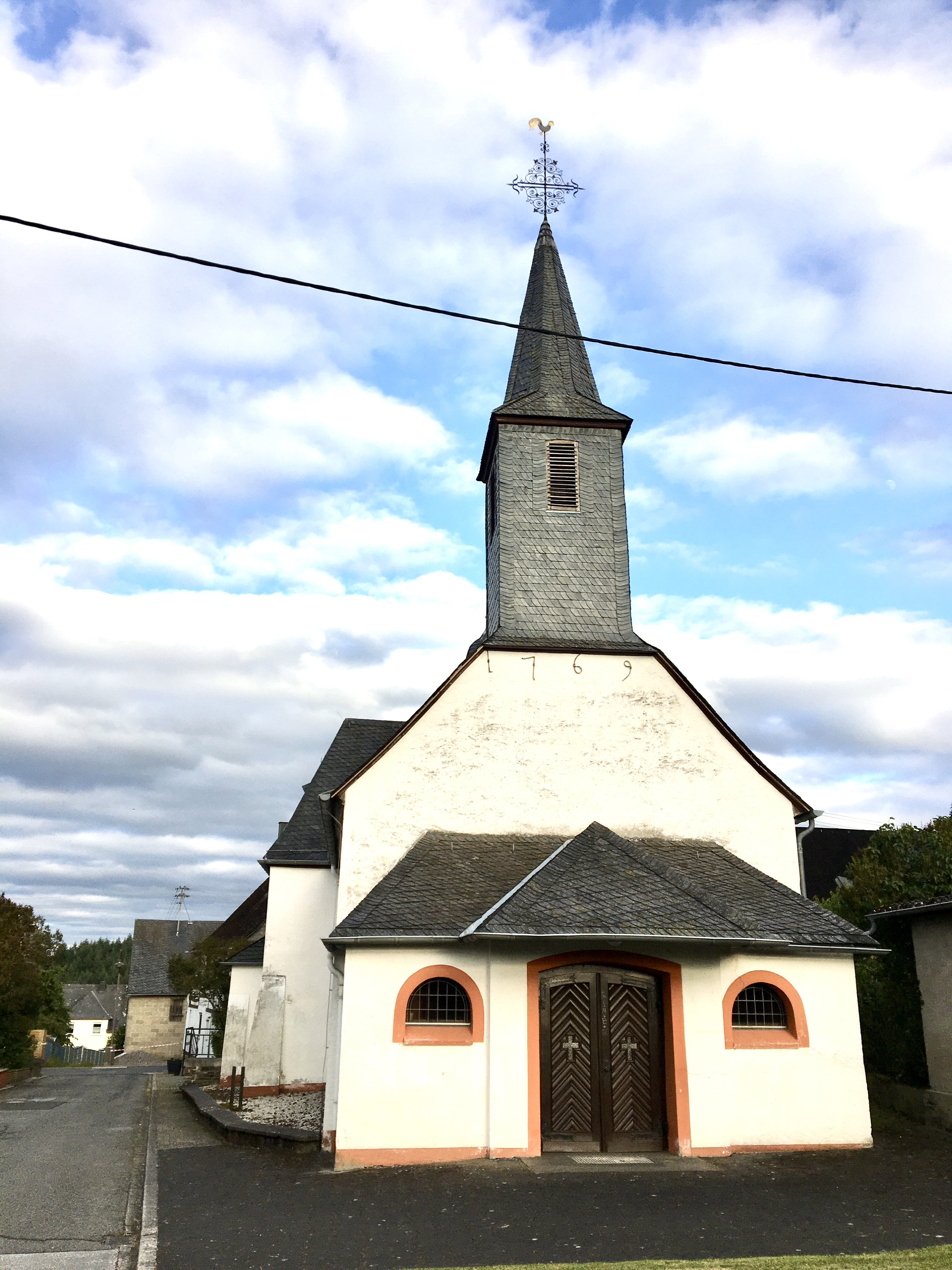
Katholische Filialkirche St. Matthias

Die katholische Filialkirche St. Matthias in Sosberg, einer Ortsgemeinde im Landkreis Cochem-Zell in Rheinland-Pfalz, wurde 1769 als Kapelle erbaut. 1929 erfolgte der Ausbau zur Kirche durch die Erweiterung ab den Seitennischen nach vorne und der Bau der Sakristei. Die Patres aus dem Kloster Ravengiersburg übernahmen die regelmäßigen Sonntagsmessen.
Am 31. Januar 1931 war die feierliche Übertragung des Allerheiligsten aus der Pfarrkirche Mastershausen nach Sosberg. Die Kirche erhielt ein Harmonium und der von Lehrer Emil Busch im Jahre 1924 gegründete Gesangverein wurde zum Kirchenchor.
1932 wurde für die im Ersten Weltkrieg 1918 abgegebene 2. Glocke wieder Ersatz beschafft. Im Zweiten Weltkrieg musste die vor wenigen Jahren erst neu angeschaffte 2. Glocke wieder abgeliefert werden.
Besonderheit ist das 1959 erbaute Ehrenmal der Gemeinde für die Gefallenen und Vermissten beider Weltkriege. 
Am 29. Mai 1988 erfolgte die feierliche Einweihung der renovierten Kirche.
Ein elektrisches Geläut wurde 1992 installiert und die Kirche erhielt zwei neue Glocken. Diese wurden gefertigt von der Glockengießerei Mabilon in Saarburg. Die Marien-Glocke wiegt 110 kg, Durchmesser: 57 cm und die kleinere Matthias-Glocke wiegt 65 kg.